# Philosophy
Singles de Tom Snare
My Homeworld
(2007)
Philosophy est une chanson de Tom Snare le 9 mai 2006 sous le label ULM. la chanson a été composé par Xavier Decanter, Bruno Musitelli, Steve Watt et produit par Tom Snare.
La version originale de 2005, sorti sur un EP de format vinyle, dure environ 8 minutes.

## Liste des pistes
CD-Single U.L.M.
1. Philosophy (Original Mix Radio Edit)	- 3:25
2. Philosophy (Steve Watt Mix Radio Edit) - 3:23
3. Philosophy (The Remix) - 7:06
4. No Dreams - 3:48

## Classement par pays
| Classement (2006)                       | Meilleure position |
| --------------------------------------- | ------------------ |
| Pays-Bas (Nederlandse Top 40)           | 44                 |
| Belgique (Wallonie Ultratop 50 Singles) | 3                  |
| France (SNEP)                           | 28                 |
| France (Club 40)                        | 2                  |